# Testament dels Dotze Patriarques
Els Testaments dels Dotze Patriarques fills de Jacob o simplement Testament dels Patriarques és un llibre apòcrif bíblic pseudo-epígraf, intertestamentari, que conté discursos i recomanacions atribuïdes als dotze fills de Jacob.

## Manuscrits
S'han trobat fragments de còpies en arameu dels Testaments de Leví (1Q21, 4Q13, 4Q540, 4Q541), Judà (3Q7, 4Q538) i Josep (4Q539) entre els Manuscrits de la mar Morta i un de Leví (similar a 1Q21) en el dipòsit de la sinagoga del Caire, procedent dels jueus caraïtes del segle ix. Els manuscrits antics més importants són els armenis (quaranta-cinc), grecs (tretze) i siríac. També es dispose d'una versió tardana en hebreu del testament de Neftalí. L'anàlisi de les divergències entre els fragments i còpies diferents, revela que el llibre patí un procés de síntesis e interpolacions.

## Autoria i data de composició
Segons Dupont-Sommer (1951-1952) i Philonenko (1960), els Testaments dels patriarques són un producte de la comunitat essènia de Qumran. El contingut central es articula amb altres Manuscrits de la mar Morta: El capitul 17 de Leví es refereix al sacerdoci hasmoneu, un primer sacerdot (Judes Macabeu) i el quart (Juan Hircano) al que segueixen els sacerdots perverses que persegueixin als sacerdots justos i Leví 18 anuncia el nou sacerdot; l'èmfasi en l'esquema pecat-exili-retorn; l'edició en un llibre de diferents parts escrites en diferents moments; i les notòries referències i cites del Llibre d'Henoc (Simeó 5:4, Leví 10:5, Judà 18:1, Dan 5:6, Neftalí 4:1 i Benjamí 9:1). A més mostra la influència del Llibre dels Jubileus i el Siracià i contactes amb el Llibre de la Saviesa. Charles (1908) argumenta que malgrat de l'origen jueu del text, les còpies contenen interpolacions cristianes.
S'estima pel anàlisi dels textos, que les parts més antigues foren escrites en arameu o hebreu entre el 200 i 174 aC., en tant que els manuscrits més recents en arameu daten del 40 aC. Alguns consideren que el llibre era d'origen cristià, però les troballes de Qumran demostren el seu origen jueu, malgrat queda per aclarir quines són les interpolacions en les edicions i còpies cristianes.

## Presència històrica
Aquest llibre apareix citat per Orígenes ("Homilia XV", Josuam vi). L'Esticometria, trobada en la Cronografia de Nicèfor de Constantinoble, esmente a Patriarques amb una extensió de 5.100 línies, incloent-lo en la llista de llibres que no formen part del cànon bíblic. Figurà en els còdexs i llistes del cànon de la Bíblia de l'Església Apostòlica Armènia, fins al segle xiv. Pels cristians armenis i per la traducció d'un manuscrit grec al llatí, fet l'any 1242 per Robert Grosseteste, fou conegut a Europa. En el segle xvi fou citat per l'anabaptista Pilgram Marbeck i l'any 1666 fou inclòs en la Bíblia Armènia de Oskan, impresa en Amsterdam.
A més de les versions armènies es coneixen les versions eslava, georgiana, sèrbia i moderna grega i les més recents traduccions a les llengües contemporànies.

## Contingut
La Llei és sinònim de saviesa (Leví 13:1-9) i es resumeix en l'amor a Déu i al pròxim (Dan 5:3; Isacar 5:2-6; Benjamí 3:3). Això inclou l'amor als enemics (Josep 18:2; Benjamí 4:2, 5:4); el perdó de les ofenses (Zabuló 8:1) i no agafar-se la justícia per la pròpia mà (Gad 6:10). Déu és el Senyor de Pau a Dan 5:2 (també així l'anomena Pau, en 2Tesalonicenses 3:16, Romans 15:33, Filipencs 4:9, 1Tesalonicencs 5:23). Déu és misericordiós i perdona (Judà 19:3) i ens tracta segons tractem als altres (Zabuló 5:3, 8:2-3).
Dos esperits s'assenten en l'home i la seva ment, la veritat i l'error. Beliar (el dimoni), el "príncep de l'error", envia l'error (enveja, ira, luxúria, avarícia...) (Simeó 2:7, Judà 19:4, Dan 1:6). Si algú es refugia en el Senyor, llavors fuig d'ell el mal esperit (Simeó 3:5, com Jaume 4:7).
L'amor als diners porta als ídols (Judà 19:1). Déu ajuda al perseguit, allibera l'esclau, alimenta a l'afamat, visita al malalt, deslligue al pres i defense al calumniat (Josep 1:4-7). Judà 25:1-4 anuncia la resurrecció i el triomf dels pobres i els màrtirs; Leví 18:14 es refereix a la resurrecció dels sants; l'Aser 6:6 a la vida eterna i el de Dan 5:12-13 tracta sobre la Nova Jerusalem.
Segons Leví 8:13, el Messies sorgiria de Judà com Rei i serà un nou sacerdot, a qui seran revelades totes les paraules (18:2) i expiarà per tots els fills de la seva generació i serà enviat als fills del seu poble; la seva paraula és com paraula dels cels i la seva ensenyança segons la voluntat de Déu; el seu sol etern brillarà i el seu foc cremarà en tots els confins de la terra; sobre les tenebres brillarà la seva llum, eliminarà l'obscuritat de l'orbe (4Q 541: 9,I,2-4) i hi haurà Pau en tot el món (18:4).
Un tema fonamental pels Testaments és la salvació universal i, per tant, la salvació dels gentils (Neftali 8:3; Aser 7:3; Simeó 6:5; Leví 4:4, 8:14, 14:4; Judà 24:6).